# Hernandez Valley
Das Hernandez Valley ist ein eisfreies Hochtal im ostantarktischen Viktorialand. Es ist neben dem Albert Valley, dem Wreath Valley und dem Papitashvili Valley eines der vier Hochtäler in den Apocalypse Peaks und zudem das östlichste von ihnen. Nach Norden öffnet es sich gegenüber dem Lake Vashka zum Barwick Valley.
Das Advisory Committee on Antarctic Names benannte es 2005 nach dem Geowissenschaftler und Atmosphärenforscher Gonzalo J. Hernandez von der University of Washington, der für das United States Antarctic Program von 1991 bis 2004 auf der Amundsen-Scott-Südpolstation tätig war.